# Casa Soler i Oliver
Casa Soler i Oliver és una obra del municipi de Vilafranca del Penedès (Alt Penedès) inclosa en l'Inventari del Patrimoni Arquitectònic de Catalunya. És un edifici entre mitgeres que fa cantonada amb els carrers de Sant Pere i de Sant Antoni. Consta de planta baixa, dos pisos i golfes. La coberta és de teula àrab a dues vessants. Cornisa amb tortugada. Obertures en arc de mig punt. Edifici de valor tipològic com a casa de pisos de lloguer de la segona meitat del segle xix. S'insereix dins del llenguatge de l'eclecticisme.